# Rupert Schöttle
Rupert Schöttle (* 1957 in Mannheim) ist ein deutscher Cellist und Autor.

## Leben
Nach einem Violoncellostudium in Salzburg und Wien war Schöttle 30 Jahre lang freier Mitarbeiter beim Orchester der Wiener Staatsoper und den Wiener Philharmonikern sowie auf Einladung von Georg Solti 1995 Gründungsmitglied des World Orchestra for Peace. Außerdem studierte er Musiksoziologie an der Universität für Musik und darstellende Kunst Wien.
Aus Schöttles Diplomarbeit ging auf Anregung des Verlegers Hubertus Czernin sein erstes Buch Götter im Frack (2000) hervor. Dem folgten in den folgenden Jahren mehrere Anekdotensammlungen und Kriminalromane; letztere erschienen im Gmeiner-Verlag in Meßkirch. Schöttles Kammerkonzerte (u. a. mit Emmanuel Tjeknavorian, Lidia Baich, Mario Gheorgiu, Christian Frohn, Marialena Fernandes, Ruzha Semova und Catalina Butcaru) sind üblicherweise als „Gesprächskonzerte“ gestaltet, in denen also dem Publikum die Werke mit launigen Erläuterungen nahegebracht werden. Zudem ist Schöttle ein gefragter Festredner.
Helmut A. Gansterer bezeichnete Schöttle 2009 als „inoffizielle[n] Nobelpreisträger für Musikeranekdoten“. Sein musikalischer Stadtführer über Wien (Hier klingt Wien. Die musikalische Seite der Donau-Metropole) wurde in Die Presse und Das Orchester positiv besprochen.

## Veröffentlichungen
- Götter im Frack. Das Jahrhundert der Dirigenten. Bibliophile Edition, Wien 2000, ISBN 3-7076-0010-6.
- Spötter im Frack. Skurriles aus dem Orchestergraben. Mit einem Vorwort von Nikolaus Harnoncourt. Bibliophile Edition, Wien 2001, ISBN 3-9500956-1-6.
- Täter im Frack. Das Rätsel um Hoffmanns Erzählungen. Ein kriminalistischer Opernführer in fünf Akten.  Bibliophile Edition, Wien 2003, ISBN 3-9500956-3-2.
- Der Bestattungsvirtuose. Fritz Molden Verlag, Wien 2007, ISBN 978-3-85485201-8.
- Das Schwarze sind die Noten. Skurriles aus dem Orchestergraben. Mit einem Vorwort von Bertrand de Billy. Bibliophile Edition, Wien 2008, ISBN 978-3-9502052-7-5.
- Damenschneider. Kriminalroman. Gmeiner-Verlag, Meßkirch 2013, ISBN 3-8392-1177-8.
- Hausmaestro. Ein Kriminalroman, dessen Schauplatz die Wiener Staatsoper ist
- Querbrater. Ein Kriminalroman über Dating-Portale
- Hier klingt Wien. Die musikalische Seite der Donau-Metropole. Gmeiner-Verlag, Meßkirch 2016, ISBN 978-3-8392-1869-3.
- Die Weisheit der Götter. Große Dirigenten im Gespräch. Styria Premium, Wien u. a. 2016, ISBN 978-3-222-13544-6.